# Mihna

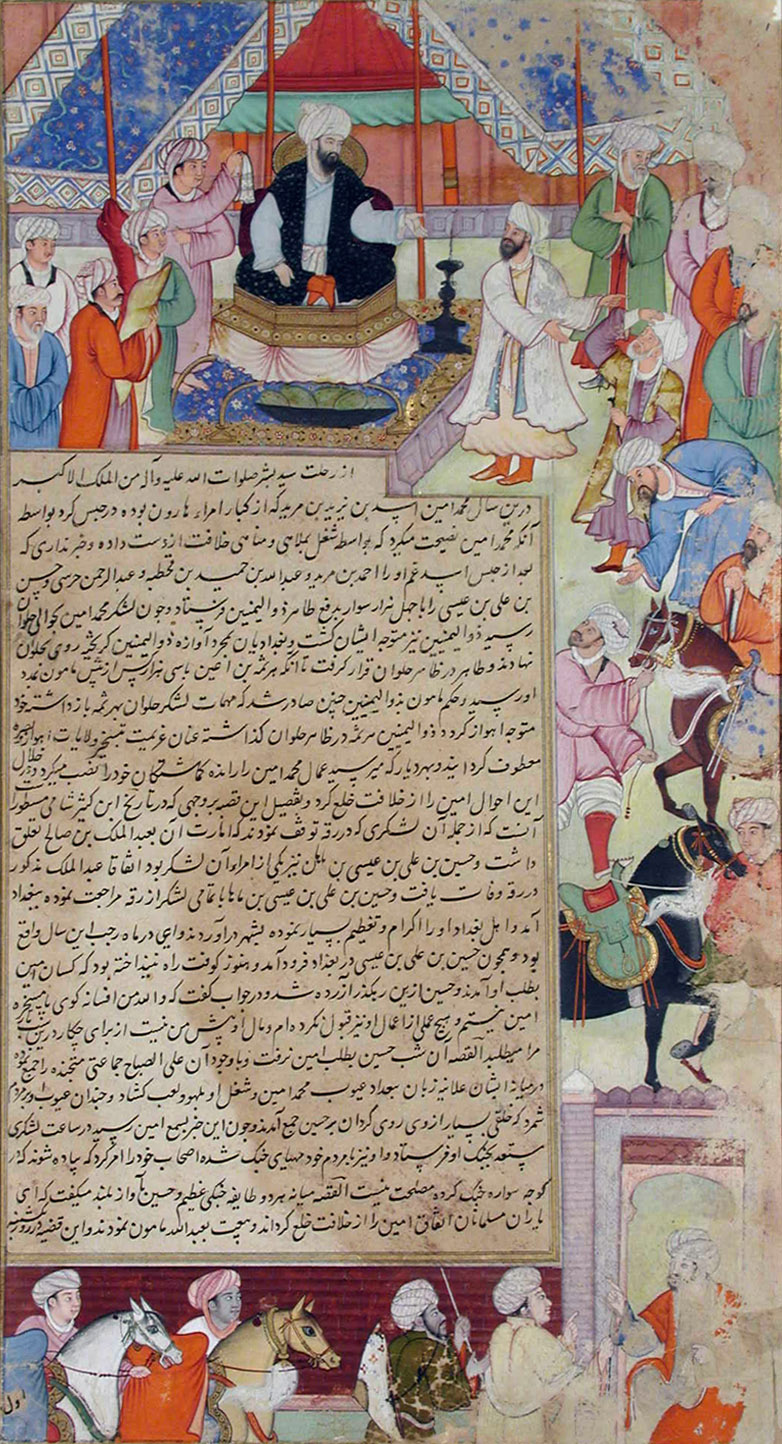
El califa abasí al-Ma'mun promotor de la Mihna. Aquí representado recibiendo juramento de lealtad de su pueblo (Bay'a). Del libro Tarikh-i Alfi (1593).

La Mihna (árabe: محنة خلق القرآن, Miḥnat k͟halaq al-Qurʾān, 'La prueba [con respecto a] la creación del Corán') se refiere a una inquisición o persecución religiosa por delito contra la fe, instituida por el califa abasí al-Ma'mun (786-833) en 833, por la que los eruditos religiosos que no aceptaran la doctrina de la creación del Corán, eran interrogados, castigados, encarcelados, torturados o incluso asesinados.
Esta política duró dieciocho años (833-851) extendiéndose durante los reinados de los sucesores inmediatos de al-Ma'mun, al-Mu'tasim y al-Wáthiq, y cuatro años de al-Mutawákkil, que la abolió en 851. La abolición de la Mihna es relevante, tanto por el final de la pretensión del califa abasí de decidir asuntos de ortodoxia religiosa como por ser uno de los pocos casos de inquisición religiosa específica en el islam medieval.
Durante la inquisición religiosa o Mihna (833–850), muchos de los denominados "seguidores del hadiz" (Ahl al-Hadiz) fueron encarcelados por negarse a aceptar la doctrina del Corán creado. Miembros como Ahmad bin Hanbal (f. 855), emergieron y se convirtieron por esta causa en importantes líderes religiosos y sociales debido a su negativa a retractarse de sus creencias en la naturaleza eterna del Corán.

## El Edicto del califa
En el 827, el califa al-Ma'mun emitió el edicto de la doctrina de la creación del Corán. El edicto fue seguido por la institución de la Mihna seis años después, aproximadamente cuatro meses antes de su repentina muerte en 833.
La Mihna fue una empresa de gran amplitud. Al-Ma'mun informó a la gobernación de Bagdad de su decisión antes de enviar su carta a los gobernadores de varias de las provincias del imperio. Esta documentación la conservó en parte Tabari. El califa se presentaba como garante de la ortodoxia musulmana, guardián de la fe en la unidad absoluta de Dios, del tawhid. Decía defender la idea de la creación del Corán porque no podía haber confusión entre la eternidad divina y la eternidad de algo forjado por Dios.
La Mihna continuó bajo sus sucesores, al-Mu'tasim y al-Wathiq, antes de que al-Mutawákkil la aboliera entre 848 y 851. Esta doctrina en particular era bien conocida por ser adoptada por la escuela mutazilí durante este período. Los mutazilíes creían que el bien y el mal no siempre estaban determinados por las escrituras reveladas o la interpretación de las escrituras, sino que eran categorías racionales que podían establecerse a través de la razón, sin ayuda.
La erudición tradicional vio la proclamación de la doctrina y la institución de la Mihna el lugar donde al-Ma'mun probó las creencias de sus subordinados, como eventos vinculados, mediante los que el califa ejerció su autoridad religiosa al definir la ortodoxia, imponiendo sus puntos de vista a los demás a través de sus poderes coercitivos como gobernante. Las motivaciones de Al-Ma'mun para imponer sus creencias a los miembros de su gobierno fueron atribuidos a sus tendencias intelectuales mutazilíes, sus simpatías hacia el chiismo, o una astuta decisión de consolidar su autoridad religiosa durante una época en la que los ulemas comenzaban a ser vistos como los verdaderos guardianes del conocimiento religioso y las tradiciones del Profeta. El alcance de la Mihna no se extendió al examen de las creencias de los plebeyos a la manera de las inquisiciones europeas. 

## Orígenes controvertidos de la Mihna

Mapa de la Mihna y sus eventos asociados.

Las motivaciones profundas de la decisión de al-Ma'mun no están claras. Los historiadores se han dividido entre defensores de diferentes teorías:

### Teoría 1: Al-Ma'mun y el mutazilismo
Los académicos que atribuyen la Mihna a la persuasión mutazilí de al-Ma'mun apuntan a su estrecha asociación con los principales mutazilíes de la época. Entre los mutazilíes designados para altos cargos dentro de la administración de al-Ma'mun destaca Ahmad ibn Abi Du'ad, que se convirtió en jefe cadí durante su gobierno. Debido a los antecedentes de Ibn Abi Du'ad como erudito de Kalam y su defensa rigurosa de la Mihna bajo los dos califas posteriores, algunos eruditos han concluido que su influencia llevó a que al-Ma'mun finalmente tomara medidas e implementara la Mihna durante el último año de su vida. Sin embargo, no está claro si el nombramiento de Ibn Abi Du'ad es una causa o un reflejo de los planes de al-Ma'mun para instituir la Mihna.

### Teoría 2: Tendencias prochiíes de al-Ma'mun
Más que otros califas, al-Ma'mun demostró una mayor cercanía con los miembros de la familia de Alides y algunas de sus doctrinas, lo que llevó a algunos eruditos a sugerir que pudo haber adoptado algunos de sus puntos de vista. Él mismo, un distinguido erudito religioso, en cartas a sus prefectos para iniciar la "inquisición" parece transmitir la noción de que su conocimiento y aprendizaje estaban en un nivel más alto que el del pueblo o incluso del de otros eruditos religiosos, quienes fueron comparados con la vulgar chusma que no tiene perspicacia ni iluminación en asuntos pertenecientes a Dios. Este punto de vista es similar a la creencia chiita de que solo el imán tenía el conocimiento esotérico sobre el Corán y los asuntos de fe. Además de adoptar el título de imán, Al-Ma'mun extendió gestos especiales de conciliación a la familia de Alides, como es evidente en la designación de Ali al-Rida como su heredero y la especial reverencia que sentía por Ali. El chiismo, como el mutazilismo, abrazó la doctrina de la creación del Corán, por lo que podría interpretarse la declaración de esta doctrina y la Mihna por al-Ma'mun, como un reflejo de su parcialidad hacia las doctrinas chiíes, mientras que sugieren que la revocación del edicto por parte de al-Mutawákkil se debió en parte a su antagonismo hacia los alides.
Sin embargo, describir la creación del Corán como prueba de fuego para el mutazilismo o el chiismo puede ser engañosa. Si bien existe una superposición entre las dos escuelas de pensamiento sobre esta cuestión, el mutazilismo y el chiismo no fueron las únicas corrientes teológicas que suscribieron esta creencia, por lo que puede que no haya, necesariamente, un vínculo entre las dos en el caso de la Mihna de al-Ma'mun. Además, no es concluyente que el chiismo durante este período hubiese abrazado por completo la noción de la creación del Corán, o si es una retroproyección de épocas posteriores después de que los sunitas y el chiismo desarrollaran sus doctrinas. Mientras que algunos eruditos argumentan que el punto de vista prevaleciente entre los teólogos chiíes en este momento siguió las enseñanzas de Yá‘far as-Sádiq, que creía en su increación, otras fuentes cuestionan que este imán tuviese este punto de vista.

### Teoría 3: Mihna como afirmación de la autoridad califal
Algunos de los estudios más recientes sobre la Mihna sugieren que al-Ma'mun pudo haberla utilizado como una oportunidad para reafirmar su autoridad religiosa como califa. En una serie de cartas a sus gobernadores, al-Ma'mun detalló el papel del califa como guardián de la religión y las leyes de Dios. Parecía basarse en la noción chiita de que solo el califa-imán poseía conocimientos esotéricos, y lo usó para enfatizar su papel como educador para sacar a la gente de la ignorancia en asuntos religiosos. La Mihna de Al-Ma'mun parecía ser un esfuerzo por luchar contra la autoridad sobre el conocimiento religioso de los eruditos (ulemas), en particular de los tradicionalistas como Ahmad bin Hanbal, cuya autoridad para interpretar la religión se basaba en su experiencia en las tradiciones del Profeta. Sin embargo, en la tendencia más extensa de la historia islámica premoderna, la autoridad religiosa se convertiría en el ámbito exclusivo de los eruditos, mientras que el califa se reducía, primero, a una autoridad política y, gradualmente, a una entidad simbólica. Esta explicación de la Mihna es la posición adoptada por la mayoría de los eruditos modernos.
Desarrollando esta teoría, los historiadores Ira Lapidus y Wilferd Madelung han subrayado que la voluntad del califa de acabar con sus oponentes, en particular en la región de Jorasán, hostiles al poder central. Sin embargo, un estudio empírico, que evaluó detenidamente las características de una amplia muestra de personas sujetas a la Minha, no respalda esta hipótesis, ya que no parece haber una sobrerrepresentación de los jorasianos.

## Bajo al-Mu'tasim
Al-Ma'mun murió en 833, pero su política fue continuada por al-Mu'tasim. En ese mismo año, se le preguntó por la doctrina al famoso erudito religioso Ahmad bin Hanbal, a lo que respondió que el Corán no fue creado. Al-Mu'tasim lo destituyó de su puesto, lo encarceló y lo azotó hasta dejarlo inconsciente. Sin embargo, la gente de Bagdad amenazó con amotinarse ante la noticia del arresto de ibn Hanbal, y al-Mu'tasim lo liberó. Al-Mu'tasim se preocupó más tarde por la construcción de la nueva capital en Samarra y por las campañas militares, y no persiguió la Mihna como algo más que una formalidad judicial (el testimonio de una persona que respondía negativamente era inadmisible en el tribunal).

## Consecuencias
Es importante señalar que en el islam clásico, eran los individuos (no el califato) quienes asumían la misión de desarrollar las diversas ciencias islámicas, incluido la fiqh. Es decir, la ley, que contrariamente a lo que sucede en los estados nacionales modernos, no era dominio exclusivo del estado. De hecho, los ulemas desarrollaban la ley en oposición consciente al Estado. Desde el principio, lo religioso fue distinto de lo político. La semiautonomía de los ulemas condujo al surgimiento de diferentes escuelas de jurisprudencia, y con respecto a algunos temas, diametralmente opuestas, aunque todas, consideradas islámicamente válidas y auténticas. En este contexto, la Mihna refleja la frustración del califa con esta poderosa e influyente cultura jurídica. Duró quince años, después de los cuales, los dominios de autoridad de los órdenes políticos y religiosos quedaron mejor definidos.
Como otra consecuencia de la Mihna, se reforzó la autoridad de los eruditos religiosos y su papel en la sociedad. Se ha querido ver en este episodio la divergencia entre la autoridad política y la religiosa en el islam.